# Liste der Naturdenkmale in Bad Dürkheim
Die Liste der Naturdenkmale in Bad Dürkheim nennt die im Stadtgebiet von Bad Dürkheim ausgewiesenen Naturdenkmale (Stand 4. März 2024).

## Naturdenkmale
| Nr.         | Bezeichnung                                | Lage                                                                                | Beschreibung | Bild                                    |
| ----------- | ------------------------------------------ | ----------------------------------------------------------------------------------- | --- | --------------------------------------- |
| ND-7332-194 | Scheidtaler Brunnen                        | nördlich von Frankenstein Lage                                                      | Quelle | Direkt Bild zu diesem Denkmal hochladen |
| ND-7332-206 | Suppenschüssel                             | nördlich von Frankenstein Lage                                                      | Felsformation | Direkt Bild zu diesem Denkmal hochladen |
| ND-7332-228 | Tertiär-Kalktrockenrasen und Gehölzbestand | Leistadt, nordöstlich des Ortes am Westhang des Höbels Lage                         | Trockenrasen und Gehölz | Direkt Bild zu diesem Denkmal hochladen |
| ND-7332-232 | Winterlinde                                | Bad Dürkheim, östlich der Stadt; Flur Im Bruch, 30. Gewanne Lage                    | Tilia cordata | Fotos hochladen                         |
| ND-7332-483 | Felsblock „Teufelsstein“                   | Bad Dürkheim, nordwestlich der Stadt; Flur Am Teufelstein Lage                      | Felsblock | Fotos hochladen                         |
| ND-7332-484 | Lochackerplatane                           | Bad Dürkheim, Weinstraße Süd, bei Nr. 34 Lage                                       | Platanus × hispanica | Direkt Bild zu diesem Denkmal hochladen |
| ND-7332-486 | Zwei Sumpfzypressen                        | Bad Dürkheim, Gerberstraße Lage                                                     | Taxodium distichum, zwei Bäume | Direkt Bild zu diesem Denkmal hochladen |
| ND-7332-487 | Jagdbrunnen                                | Bad Dürkheim, südwestlich der Stadt und unterhalb von Schloss Schaudichnichtum Lage | gefasste Quelle | Direkt Bild zu diesem Denkmal hochladen |
| ND-7332-488 | Siegfrieds- oder Friedrichsbrunnen         | westlich von Weidenthal, südlich des Drachenfels Lage                               | gefasste Quelle mit umgebenden Bäumen | Direkt Bild zu diesem Denkmal hochladen |
| ND-7332-489 | Betzenquelle                               | Bad Dürkheim, südwestlich der Stadt; Flur Bretterkopf Lage                          | gefasste Quelle mit umgebenden Bäumen | Direkt Bild zu diesem Denkmal hochladen |
| ND-7332-490 | Mammutbaum                                 | Bad Dürkheim, Friedhofstraße, auf dem Friedhof Lage                                 | Sequoiadendron giganteum | Direkt Bild zu diesem Denkmal hochladen |
| ND-7332-491 | Nonnenfels                                 | Hardenburg, nordwestlich des Ortes am Schlawiserberg Lage                           | Felsblocklandschaft, Sandsteinfelsen; flächenhaftes Naturdenkmal | mehr Fotos \| Fotos hochladen           |
| ND-7332-492 | Zwei Linden                                | Hardenburg, westlich des Ortes und unterhalb der Burgruine Lage                     | Tilia cordata, zwei Bäume | Direkt Bild zu diesem Denkmal hochladen |
| ND-7332-493 | Hirschbrünnchen                            | Hardenburg, nordwestlich des Ortes und unterhalb des Kleinen Peterskopfs Lage       | Quelle | Direkt Bild zu diesem Denkmal hochladen |
| ND-7332-494 | Rahnfels                                   | Hardenburg, nordwestlich des Ortes Lage                                             | Felsblocklandschaft; flächenhaftes Naturdenkmal | mehr Fotos \| Fotos hochladen           |
| ND-7332-495 | Felsenbrünnchen                            | Hardenburg, nordwestlich des Ortes Lage                                             | Quelle | Direkt Bild zu diesem Denkmal hochladen |
| ND-7332-496 | Teufelsmauer                               | Leistadt, westlich des Ortes und unterhalb des Weilerskopfs Lage                    | Felsengruppe; flächenhaftes Naturdenkmal; teilweise zu Herxheim am Berg                                                                                               | Fotos hochladen                         |
| ND-7332-497 | Sandsteinformation Im Rotsteig             | Leistadt, westlich des Ortes im Wochenendhausgebiet Rotsteig Lage                   | Sandsteinformation | Direkt Bild zu diesem Denkmal hochladen |
|             | Teiche im Bruch                            | Bad Dürkheim, östlich der Stadt; Fluren Im Bruch, 13. Gewanne und 18. Gewanne Lage  | zeitweise trockenfallenden Teiche mit Uferbereichen mit alten Weidenbäumen; flächenhaftes Naturdenkmal; ersetzt das Naturdenkmal „Feuchtwiese im Bruch“ (ND-7332-230) | mehr Fotos \| Fotos hochladen           |

## Ehemalige Naturdenkmale
| Nr.         | Bezeichnung               | Lage                                                             | Beschreibung | Bild                                    |
| ----------- | ------------------------- | ---------------------------------------------------------------- | --- | --------------------------------------- |
|             | Drachenfels               | nördlich von Neidenfels Lage                                     | Felsformation mit Höhle und Kammer; Rechtsverordnung aufgehoben, jetzt Teil des Naturschutzgebiets Drachenfels                                 | mehr Fotos \| Fotos hochladen           |
| ND-7332-203 | Pyramidenpappel           | Leistadt, nördlich des Ortes; Flur Am Rattersloch Lage           | Populus nigra f. italica; Rechtsverordnung aufgehoben                                                                                          | Direkt Bild zu diesem Denkmal hochladen |
| ND-7332-222 | 100-jähriger Rotdorn-Baum | Leistadt, Hauptstraße Lage                                       | Crataegus laevigata ‚Paul’s Scarlet‘, um 1870 gekeimt; Rechtsverordnung aufgehoben                                                             | Direkt Bild zu diesem Denkmal hochladen |
| ND-7332-231 | Feuchtgebiet am Feuerberg | Bad Dürkheim, östlich der Stadt; Flur Im Bruch, 30. Gewanne Lage | Feuchtgebiet; flächenhaftes Naturdenkmal; Rechtsverordnung aufgehoben, Teil des Landschaftsschutzgebiets Bad Dürkheimer und Erpolzheimer Bruch | mehr Fotos \| Fotos hochladen           |
| ND-7332-485 | Zürgelbaum                | Bad Dürkheim, im Kurgarten am Wasserbecken Lage                  | Celtis australis; durch Rechtsverordnung vom 3. Februar 2014 aufgehoben                                                                        | Direkt Bild zu diesem Denkmal hochladen |